# Prochromadorella triangularis
Prochromadorella triangularis is een rondwormensoort uit de familie van de Chromadoridae. De wetenschappelijke naam van de soort is voor het eerst geldig gepubliceerd in 1959 door Wieser.